# Isinda
Isinda (in greco antico: Ἴσινδα?, Isinda)  era un'antica città nella Licia, antica regione dell'Asia Minore. Essa era situata presso l'odierna Belenli in Turchia.
Isinda formò un'unione politica (Sympoliteia ) con le sue tre città limitrofe di Aperlai (che detenne il ruolo principale), Apollonia e Simena. La città era situata su una collina sopra l'attuale villaggio di Belenli, dove sono conservati i resti di una cinta muraria e altri edifici, nonché alcuni pilastri lici e tombe rupestri.
Isinda era un'antica sede episcopale del patriarcato di Costantinopoli. Dal XIX secolo essa è annoverata tra le sedi vescovili titolari della Chiesa cattolica